# Tizul
Tizul este un film românesc din 2015 regizat de Răzvan Dutchevici. Rolurile principale au fost interpretate de actorii Bogdan Vrăjitoru, Mădălina Oprescu, Gabriel Cilincă.

## Distribuție
Distribuția filmului este alcătuită din:
- Mădălina Oprescu
- Bogdan Vrăjitoru
- Gabriel Cilincă — Paznicul